# بوي بابلو
بوي بابلو (بالنرويجية البوكمول: Boy Pablo؛ بالإسبانية: Boy Pablo) هو كاتب أغاني ومغني تشيلي ونرويجي، ولد في 1998 في برغن في النرويج.

## وصلات خارجية
- الموقع الرسمي
- بوي بابلو على موقع ميوزك برينز (الإنجليزية)
- بوي بابلو على موقع أول ميوزيك (الإنجليزية)
- بوي بابلو على موقع ديسكوغز (الإنجليزية)